# پروانکی‌های آند
پروانکی‌های آند (نام علمی: Macrosoma albifascia) نام یک گونه از تیره شاپرک‌های آمریکایی است.